# Linea Yokosuka
La linea Yokosuka (横須賀線?, Yokosuka-sen) è una linea ferroviaria giapponese, a scartamento ridotto, gestita dalla East Japan Railway Company. In senso stretto la linea Yokosuka è una ferrovia che collega la Ōfuna, a Kamakura con quella di Kurihama, a Yokosuka, ma quasi nella totalità dei casi il riferimento è al servizio ferroviario, che sfruttando per la maggior parte del tracciato la linea principale Tōkaidō, unisce Kurihama con la stazione di Tokyo.

## Dati principali

### Definizione ufficiale
- Operatori e distanze: 
  - East Japan Railway Company (JR East) (Servizi e binari)
    - Ōfuna — Kurihama: 23,9 km

  - Japan Freight Railway Company (JR Freight) (Servizi)
    - Ōfuna — Zushi: 8,4 km
- Sezione a doppio binario: Ōfuna – Yokosuka
- Segnalamento ferroviario: Comando Centralizzato del Traffico (CTC)

### Sezione operata dalla JR East
- Tokyo — Kurihama: 73,3 km
- Sezione a doppio binario: Tokyo – Yokosuka
- Segnalamento ferroviario: Comando Centralizzato del Traffico (CTC)
- Velocità massima: 120 km/h

## Percorso
La linea Yokosuka corre in sotterranea fra le stazioni di Tokyo e Shinagawa (parallela alla linea principale Tōkaidō, la linea Yamanote e la linea Keihin-Tōhoku), quindi si sposta a ovest lungo il Tōkaidō Shinkansen all'interno della città di Kawasaki. (Questo percorso, tecnicamente chiamato linea Hinkaku (品鶴線?, Hinkaku-sen), fu inizialmente costruito solo per uso a traffico merci). La linea si riunisce al corridoio della linea principale Tōkaidō all'altezza della stazione di Tsurumi e segue la linea Tōkaidō fino alla Ōfuna, dove si divide per arrivare indipendentemente alla penisola di Miura a Yokosuka.

## Servizi
I treni locali della linea Yokosuka compiono tutte le fermate. La maggior parte dei treni è a 11 carrozze, delle quali due sono generalmente di prima classe (Green), I treni fra Tokyo e Zushi sono invece operati con treni da 14 carrozze (un elettrotreno composto da 11 carrozze unito a uno compostone da 4). Il treno rapido Airport Narita diventa un treno locale sulla linea Yokosuka.
I treni della linea Shōnan-Shinjuku locali fermano in tutte le stazioni della linea Yokosuka fra Nishi-Ōi e Zushi.
I treno Ohayō Liner Zushi e lo Home Liner Zushi fermano alle stazioni mostrate sotto; lo Ohayō Liner Zushi permette l'accesso a bordo dei passeggeri solo a Ōfuna, Kamakura e Zushi, mentre lo Home Liner Zushi accetta passeggeri a bordo solo nelle stazioni di Tokyo, Shimbashi e Shinagawa.
Per informazioni sul Narita Express e altri espressi limitati, si rimanda alle rispettive pagine.
I treni della linea Yokosuka dispongono di servizi diretti sulla linea Sōbu fino Chiba e oltre. Alcuni treni arrivano a:
- Kazusa-Ichinomiya sulla linea Sotobō
- Kimitsu sulla linea Uchibō
- Aeroporto Narita via Narita sulla linea Narita (Airport Narita)
- Kashima-Jingū sulla linea Kashima
- Narutō sulla linea principale Sōbu

## Stazioni
Il tratto compreso fra Yokosuka e Kurihama è a singolo binario; i treni possono sorpassarsi solamente alle stazioni di Kinugasa o Kurihama.
| Linea ufficiale          | Stazione        | Giapp.   | Distanza | Distanza                | Distanza          | Liner | Collegamenti | Posizione            | Posizione |
| Linea ufficiale          | Stazione        | Giapp.   | Interst. | Totale                  | Totale            | Liner | | Posizione            | Posizione |
| ------------------------ | --------------- | -------- | -------- | ----------------------- | ----------------- | ----- | --- | -------------------- | --------- |
| linea principale Tōkaidō | Tokyo           | 東京     | -        | 0.0                     |                   | ●     | ■ Linea Keiyō ■ Linea Sōbu Rapida (servizio diretto) ■ Linea Tōkaidō ■ Linea Yamanote ■ Linea Keihin-Tōhoku Tōhoku Shinkansen Yamagata Shinkansen Akita Shinkansen Jōetsu Shinkansen Hokuriku Shinkansen Tōkaidō Shinkansen Linea Marunouchi | Chiyoda              | Tokyo     |
| linea principale Tōkaidō | Shimbashi       | 新橋     | 1.9      | 1.9                     |                   | ●     | ■ Linea Yamanote ■ Linea Keihin-Tōhoku ■ Linea Tōkaidō Linea Ginza (G-08) Linea Asakusa (A-10) Yurikamome (U-01) | Minato               | Tokyo     |
| linea principale Tōkaidō | Shinagawa       | 品川     | 4.9      | 6.8                     |                   | ●     | ■ Linea Yamanote ■ Linea Keihin-Tōhoku ■ Linea Tōkaidō Tōkaidō Shinkansen Linea Keikyū principale | Minato               | Tokyo     |
| linea principale Tōkaidō | Nishi-Ōi        | 西大井   | 3.6      | 10.4                    |                   | ｜    | ■ Linea Shōnan-Shinjuku (per Ōsaki) | Shinagawa            | Tokyo     |
| linea principale Tōkaidō | Musashi-Kosugi  | 武蔵小杉 | 6.4      | 16.8                    |                   | ｜    | ■ Linea Nambu ● Linea Tōkyū Tōyoko ● Linea Tōkyū Meguro | Nakahara-ku Kawasaki | Kanagawa  |
| linea principale Tōkaidō | Shin-Kawasaki   | 新川崎   | 2.7      | 19.5                    |                   | ｜    | | Saiwai-ku Kawasaki   | Kanagawa  |
| linea principale Tōkaidō | Tsurumi         | (鶴見)   | 5.1      | via Shin- Kawasaki 24.6 | via Kawasaki 21.7 | ｜    | Solo punto di diramazione; i treni non fermano a Tsurumi | Tsurumi-ku Yokohama  | Kanagawa  |
| linea principale Tōkaidō | Yokohama        | 横浜     | 7.1      | 31.7                    | 28.8              | ｜    | ■ Linea Yokohama ■ Linea Keihin-Tōhoku ■Linea Negishi ■Linea Tōkaidō ■Linea Shōnan-Shinjuku ● Linea Tōkyū Tōyoko ●Linea Keikyū principale Linea Minatomirai Linea blu ●Linea Sagami principale                                               | Nishi-ku Yokohama    | Kanagawa  |
| linea principale Tōkaidō | Hodogaya        | 保土ヶ谷 | 3.0      | 34.7                    | 31.8              | ｜    | | Hodogaya-ku Yokohama | Kanagawa  |
| linea principale Tōkaidō | Higashi-Totsuka | 東戸塚   | 4.9      | 39.6                    | 36.7              | ｜    | | Totsuka-ku Yokohama  | Kanagawa  |
| linea principale Tōkaidō | Totsuka         | 戸塚     | 4.2      | 43.8                    | 40.9              | ｜    | ■Linea Tōkaidō Linea blu (B06) | Totsuka-ku Yokohama  | Kanagawa  |
| linea principale Tōkaidō | Ōfuna           | 大船     | 5.6      | 49.4                    | 46.5              | ●     | ■Linea Tōkaidō ■Linea Negishi Monorotaia Shōnan | Sakae-ku Yokohama    | Kanagawa  |
| Linea Yokosuka           | Ōfuna           | 大船     | 5.6      | 49.4                    | da Ōfuna 0.0      | ●     | ■Linea Tōkaidō ■Linea Negishi Monorotaia Shōnan | Kamakura             | Kanagawa  |
| Linea Yokosuka           | Kita-Kamakura   | 北鎌倉   | 2.3      | 51.7                    | 2.3               | ｜    | | Kamakura             | Kanagawa  |
| Linea Yokosuka           | Kamakura        | 鎌倉     | 2.2      | 53.9                    | 4.5               | ●     | Ferrovia elettrica di Enoshima (Enoden) | Kamakura             | Kanagawa  |
| Linea Yokosuka           | Zushi           | 逗子     | 3.9      | 57.8                    | 8.4               | ●     | Linea Keikyū Zushi (Shin-Zushi) | Zushi                | Kanagawa  |
| Linea Yokosuka           | Higashi-Zushi   | 東逗子   | 2.0      | 59.8                    | 10.4              |       | | Zushi                | Kanagawa  |
| Linea Yokosuka           | Taura           | 田浦     | 3.4      | 63.2                    | 13.8              |       | | Yokosuka             | Kanagawa  |
| Linea Yokosuka           | Yokosuka        | 横須賀   | 2.1      | 65.3                    | 15.9              |       | Linea Keikyū principale (Hemi, Shioiri) | Yokosuka             | Kanagawa  |
| Linea Yokosuka           | Kinugasa        | 衣笠     | 3.4      | 68.7                    | 19.3              |       | | Yokosuka             | Kanagawa  |
| Linea Yokosuka           | Kurihama        | 久里浜   | 4.6      | 73.3                    | 23.9              |       | Linea Keikyū Kurihama (Stazione di Keikyū Kurihama) | Yokosuka             | Kanagawa  |